# S. P. Balasubrahmanyam
Shripathi Panditaradhyula Balasubrahmanyam, noto anche come S. P. Balasubrahmanyam, S.P.B. o Balu (Nellore, 4 giugno 1946 – Chennai, 25 settembre 2020), è stato un cantante e attore indiano.

## Biografia
Divenne noto come cantante in playback del cinema indiano, in particolare delle produzioni Kannada, Tamil e Telugu. Incise 40 000 canzoni in sedici lingue, entrando così nel Guinness dei Primati. Vinse sei premi nazionali come miglior cantante maschile, più un Filmfare Award e sei Filmfare Awards South. Divenne leggendario nel corso degli anni fino a diventare un artista di culto, soprattutto quando una sua canzone venne inclusa nella serie di videogiochi Grand Theft Auto. 
Morì il 25 settembre 2020 all'età di 74 anni a Chennai, vittima di complicazioni da COVID-19.